# صلاة العصر
صَلَاةُ العَصْر هي الصلاة المفروضة الثالثة في اليوم وهي صلاة سرية كصلاة الظهر، وعدد ركعاتها أربع ركعات.

## وقتها
عن عبد الله بن عمرو أن رسول الله صلى الله عليه وسلم قال: «وقت الظهر إذا زالت الشمس، وكان ظل الرجل كطوله ما لم يحضر العصر، ووقت العصر ما لم تصفر الشمس، ووقت صلاة المغرب ما لم يغب الشفق، وقت العشاء إلى نصف الليل الأوسط، ووقت صلاة الصبح من طلوع الفجر وما لم تطلع الشمس، فإذا طلعت الشمس فأمسِكْ عن الصلاة، فإنها تطلع بين قرني شيطان»، رواه مسلم
وعن جابر بن عبد الله، «أن النبي جاءه جبريل فقال له: (قم فصله، فصلى الظهر حين زالت الشمس، ثم جاءه العصر فقال: قم فصله، فصلى العصر حين صار ظل كل شيء مثله، ثم جاءه المغرب فقال: قم فصله، فصلى العشاء حين غاب الشفق، ثم جاءه الفجر حين برق الفجر، أو قال: (سطع الفجر) ثم جاءه من الغد للظهر فقال: قم فصله، فصلى الظهر حين صار ظل كل شيء مثله، ثم جاءه العصر فقال: قم فصله، فصلى العصر حين صار ظل كل شيء مثليه، ثم جاءه العصر فقال: قم فصله، فصلى العصر حين صار ظل كل شيء مثليه، ثم جاءه المغرب وقتا واحدا لم يزل عنه، ثم جاءه العشاء حين ذهب نصف الليل، أو قال: (ثلث الليل) فصلى العشاء. ثم جاءه حين أسفر جدا فقال: قم فصله، فصلى الفجر، ثم قال: (ما بين هذين الوقتين وقت)»، رواه أحمد والنسائي والترمذي. وقال البخاري: هو أصح شيء في المواقيت، يعني إمامة جبريل.)
وقت صلاة العصر يدخل بصيرورة ظل الشيء مثله بعده فَيْء الزوال، ويمتد إلى غروب الشمس. فعن أبي هريرة أن النبي قال: «من أدرك ركعة من العصر قبل أن تغرب الشمس فقد أدرك العصر». رواه الجماعة، ورواه أبو بكر البيهقي بلفظ: «من صلى من العصر ركعة قبل أن تغرب الشمس ثم صلى ما تبقى بعد غروب الشمس لم يفته العصر».
وينتهي وقت الفضيلة والاختيار باصفرار الشمس، وعلى هذا يحمل حديث جابر وحديث عبد الله بن عمر والمتقدمين.
وأما تأخير الصلاة إلى ما بعد الاصفرار فهو وإن كان جائزا إلا أنه مكروه إذا كان لغير عذر. فعن أنس قال: سمعت رسول الله يقول: «تلك صلاة المنافق، يجلس يرقب الشمس حتى إذا كانت بين قرني الشيطان قام فنقرها أربعا. لا يذكر الله إلا قليلا»، رواه الجماعة، إلا البخاري، وابن ماجة.
قال النووي في شرح مسلم: قال أصحابنا للعصر خمسة أوقات:
1. وقت فضيلة.
2. واختيار.
3. وجواز بلا كراهة.
4. وجواز مع كراهة.
5. ووقت عذر.

فأما وقت الفضيلة فأول وقتها. ووقت الاختيار، يمتد إلى أن يصير ظل الشئ مثليه، ووقت الجواز إلى الاصفرار، ووقت الجواز مع الكراهة حال الاصفرار إلى الغروب، ووقت العذر، وهو وقت الظهر في حق من يجمع بين العصر والظهر، لسفر أو مطر، ويكون العصر في هذه في غزوة فقال: «بكروا بالصلاة في اليوم الغيم، فإن من فاتته صلاة العصر فقد حبط عمله»، رواه أحمد وابن ماجة.
قال ابن قيم الجوزية: «الترك نوعان: ترك كلي لا يصليها أبدا، فهذا يُحبط العملَ جميعَه، وترك معين، في يوم معين، فهذا يحبط عمل اليوم». وقد قال بعض العلماء بأن صلاة العصر هي الصلاة الوسطى في قول القرآن: ﴿حَافِظُوا عَلَى الصَّلَوَاتِ وَالصَّلَاةِ الْوُسْطَى وَقُومُوا لِلَّهِ قَانِتِينَ ۝٢٣٨﴾ [البقرة:238].

## فضلها
- عن أبي هريرة أن رسول الله صلى الله عليه وسلم قال: «يتعاقبون فيكم ملائكة بالليل وملائكة بالنهار، ويجتمعون في صلاة الفجر وصلاة العصر، ثم يعرج الذين باتوا فيكم، فيسألهم وهو أعلم بهم: كيف تركتم عبادي؟ فيقولون: تركناهم وهم يصلون، وأتيناهم وهم يصلون».[2]
- عن أبي بكر بن أبي موسى، عن أبيه أن رسول الله صلى الله عليه وسلم قال: «من صلى البردين دخل الجنة».[3]
قال ابن حجر: (البردين) صلاة الفجر وصلاة العصر[4]، سميا بذلك لأنهما يفعلان في بردي النهار وهما طرفاه حين يطيب الهواء.[5]

## الصلاة الوسطى
اختلف العلماء في المراد بقوله تعالى: ﴿حَافِظُوا عَلَى الصَّلَوَاتِ وَالصَّلَاةِ الْوُسْطَى وَقُومُوا لِلَّهِ قَانِتِينَ ۝٢٣٨﴾ [البقرة:238] ما هي الصلاة الوسطى؟ حتى أوصلها ابن حجر إلى عشرين قولاً. وأقواها قولان هما:
- القول الأول: إنها العصر، وهو قول الأحناف، وقول بعض المالكية، والشافعية، والحنابلة وداوود وابن حزم، وهو قول بعض الصحابة والتابعين. وصححه المصنف.
- القول الثاني: إنها الصبح، وهذا قول مالك وأهل المدينة، وقول الشافعي وجمهور أصحابه.[7]

## إثم من تركها
- قال النبي صلى الله عليه وسلم: «من ترك صلاة العصر فقد حبط عمله»[8]، قال العيني في كتابه (عمدة القاري شرح صحيح البخاري): والترك لا خلاف فيه أن معناه: إذا كان عامداً.[9]
- عن عبد الله بن عمر أن رسول الله صلى الله عليه وسلم قال: «الذي تفوته صلاة العصر كأنما وَتِرَ أهلَه وماله». أي: «كأنما وتره اللَّهُ أهله وماله، بمعنى نقصه اللَّه كل أهله وكل ماله، أو نقصه اللَّه في أهله وماله»[10]